# La Sorcière (1954)
Pour les articles homonymes, voir La Sorcière.
La Sorcière est un roman de Jean de La Varende publié le 1954 aux éditions Flammarion. Il a été ébauché vers 1905, ce qui en fait l'un des premiers écrits du romancier. Ce n'est qu'un demi-siècle après, ou presque, en 1954, qu'il reprend son ébauche, au Chamblac. Le récit paraît la même année.

## Synopsis
Madame de Morètre aime les êtres, les animaux et les choses. Elle habite à la Forêt-Claire, en pays d'Ouche, vieille bâtisse flanquée d'un donjon, et truffé de cachettes. La châtelaine est-elle une sorcière ? Jean, un jeteur de sorts l'affirme sans détour. Autour de lui, les fermiers et les braconniers, les bûcherons et le bouilleur de cru font courir ce bruit. Les voisins de la comtesse, eux, au début, rient de cette accusation. Ce sont des petits hobereaux du Pays d'Ouche, des notables, quelques-uns s'interrogent.
Pierre de Réville, du début à la fin, est le témoin privilégié de cette descente aux enfers qui commence. Arlette de Morètre fait maintenant scandale, car elle provoque des passions inexpiables, des haines violentes. L'évêque d'Évreux finit par s'alarmer de cette situation et il interdit la Forêt-Claire au curé du village.M. de Morêtre, mari sourd-muet de la « sorcière », rêve étrangement de meurtre en soignant ses abeilles...
Et tout s'achève...

## Éditions
- La Sorcière, Paris, éditions Flammarion, 1954, 377 p.
- La Sorcière, Paris, Paris, J'ai lu, 1962, 379 p.